# Diretmidae

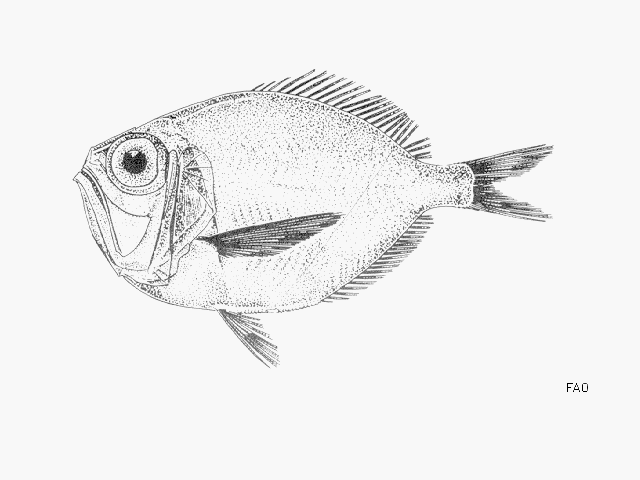
Diretmoides pauciradiatus

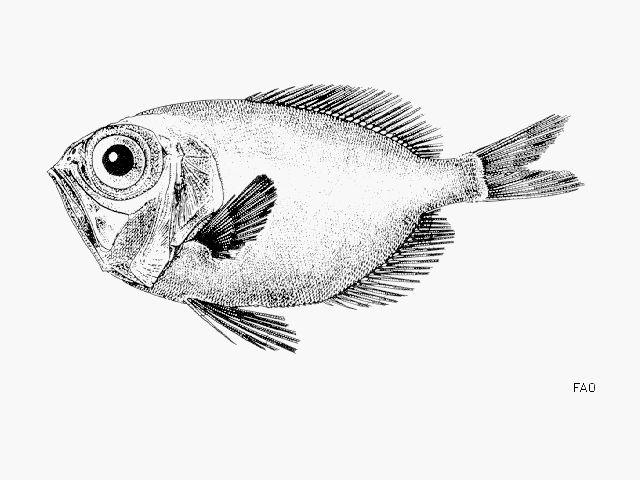
Diretmichthys parini

Diretmidae è una famiglia di pesci ossei abissali appartenente all'ordine Trachichthyiformes.

## Distribuzione e habitat
Sono diffusi in tutti gli oceani. Sono però assenti dal mar Mediterraneo. Vivono prevalentemente nel piano batiale e nel piano abissale fino a oltre 2000 metri.

## Descrizione
Questi pesci hanno corpo molto alto ed estremamente compresso ai lati, con occhi molto grandi e bocca amplissima e molto obliqua. La linea laterale è assente. Nelle pinne pari non ci sono raggi spiniformi. Sull'addome è presente una carena di scaglie appuntite.
Raggiungono una lunghezza massima di circa 40 cm.

## Biologia
Complessivamente poco nota.

### Alimentazione
Planctofagi.

### Riproduzione
In Diretmus argenteus le uova e le larve sono pelagiche.

## Specie
- Genere Diretmichthys
  - Diretmichthys parini
- Genere Diretmoides
  - Diretmoides pauciradiatus
  - Diretmoides veriginae
- Genere Diretmus
  - Diretmus argenteus[2]